# Malabargrönduva
Malabargrönduva (Treron affinis) är en asiatisk fågel i familjen duvor som enbart förekommer i sydvästra Indien.

## Utseende
Malabargrönduvan är en medelstor (28 cm) grönduva tillhörande pompadoura-komplexet med sex arter som tidigare behandlades som en och samma art. Alla dessa har rödbrun rygg hos hanen (grön hos honan), gula och svarta kanter på vingpennorna samt grått ändband på stjärten. Liknande tjocknäbbad grönduva (T. curvirostra) skiljer sig genom just kraftigare näbb med röd näbbrot och tydligt grönaktig orbitalring.
Inom artkomplexet utmärker sig malabargrönduva gentemot geografiskt närmaste ceylongrönduvan (T. pompadoura) genom vitaktig panna (ej gul), gräddbruna undre stjärttäckare istället för vita, kortare näbb och stjärt men längre och mer rundade vingar samt mer färgglatt brunt på ryggen och grönt på övergumpen.

## Utbredning och systematik
Fågeln förekommer i västra Indien, i Västra Ghats. Tidigare betraktades den liksom ett flertal andra arter ingå i Treron pompadoura (som i sig numera urskiljs som ceylongrönduva), och vissa gör det fortfarande.

## Status och hot
Arten har ett stort utbredningsområde och en stor population, men tros minska i antal, dock inte tillräckligt kraftigt för att den ska betraktas som hotad. Internationella naturvårdsunionen IUCN kategoriserar därför arten som livskraftig (LC).

## Namn
Malabar är ett område i södra Indien mellan Västra Ghats och Arabiska havet, belägen på Malabarkusten i nuvarande delstaten Kerala